# Кленовка (Владимирская область)
Кленовка — деревня в Александровском муниципальном районе Владимирской области России, входит в состав Краснопламенского сельского поселения.

## География
Деревня расположена в 10 км на север от центра поселения посёлка Красное Пламя и в 35 км на северо-запад от города Александрова.

## История
В конце XIX — начале XX века деревня называлась Мироедово и входила в состав Вишняковской волости Переславского уезда, с 1926 года в составе Тирибровской волости Александровского уезда. В 1859 году в деревне числилось 17 дворов, в 1905 году — 18 дворов, в 1926 году — 25 дворов.
С 1929 года деревня являлась центром Мироедовского сельсовета Александровского района, с 1941 года — в составе Дуденевского сельсовета Струнинского района, с 1965 года — в составе Александровского района, с 1971 года — в составе Обашевского сельсовета, с 2005 года — в составе Краснопламенского сельского поселения.
В 1966 году деревня Мироедово была переименована в Кленовку.

## Население
| 1859 | 1905 | 1926 | 2002 | 2010 | 2021 |
| ---- | ---- | ---- | ---- | ---- | ---- |
| 85   | ↗95  | ↗129 | ↘4   | ↘3   | ↘0   |

## Инфраструктура
Личное подсобное хозяйство с зоной сельскохозяйственного использования, индивидуальная застройка усадебного типа.
Основа экономики — сельское хозяйство.

## Транспорт
Деревня доступна автотранспортом. Ближайшая остановка общественного транспорта «Обашево» находится в соседнем селении Обашево.